# 扎纳塔斯
扎納塔斯（哈薩克語：Жаятас，俄語：Жанатас ）是哈薩克江布爾州薩雷蘇區的首府，扎納塔斯在哈薩克語中的意思是“新石”，指的是新發現的磷礦。根據2009年的人口普查結果，居住於扎納塔斯的總人口數為20731人。

## 歷史
扎納塔斯此行政區劃設立於1964年，此後經濟一直穩定發展，直到1990 年代扎納塔斯大多數企業因經濟困難而倒閉，扎納塔斯的人口開始下降。截至2013年，扎納塔斯部分區域已空無一人。

## 交通
扎納塔斯通過鐵路與塔拉茲相連。 